# فتح أنطاليا
فتح أنطاليا في مارس 1207 هو حصار تركي سلجوقي ناجح على مدينة أنطاليا (بتركيا حاليا) انتهى بفتح المدينة، وهي عبارة عن ميناء في جنوب غرب آسيا الصغرى. أعطى فتح الميناء للأتراك طريقًا آخر إلى البحر الأبيض المتوسط، على الرغم من مرور 100 عام على قيام الأتراك بأي محاولات جادة في البحر.
كان الميناء خاضعًا لسيطرة مغامر من توسكانا باسم ألدوبرانديني، الذي كان في خدمة الإمبراطورية البيزنطية، لكنه أساء معاملة التجار المصريين في ذلك الميناء. ناشد السكان الوصي على قبرص، غوتييه دي مونتبيليارد، الذي احتل البلدة ولكنه لم يتمكن من منع الأتراك السلاجقة من تدمير الريف المجاور. استولى السلطان كيخسرو على المدينة في مارس 1207، ووضع ملازمه مبارك الدين إرتوكوش بن عبد الله في منصب حاكمها.

## الحصار
ظُهُور إمبراطوريَّة نيقية أعاق التقدُّم السَلْجُوقي إلى ساحل بحر إيجة، وأغلق الطُرُق المُؤدية إلى موانئ بحر البنطس مثل صامصون وسينوپ، بِوجه التجارة السَلْجُوقيَّة. تمكَّن السُلطان من التفاهم مع الروم -بعد أن ضغط عسكريًّا على طرابزون- ففتحوا لهُ الطُرق والمعابر إلى موانئ بحر البنطس، فبقي أمامه تأمين منفذٍ على البحر المُتوسِّط، ورأى أن يفتتح ثغر أنطالية الذي يُسيطر عليه الصليبيون في سبيل تحقيق هذه الغاية. واستغلَّ كيخسرو فُرصة تعرُّض بعض التُجَّار المُسلمين لِلمُضايقة من جانب الصليبيين، فنهض بِجُنده وعتاده لِفتح هذه المدينة، في سنة 603هـ المُوافقة لِسنة 1206م، ولمَّا وصل إلى أنطالية، ضرب عليها حصارًا مُركَّزًا وقصفها بِالمجانيق، وتمكَّن من فتحها خِلال مُدَّةٍ قصيرة. وبِفتح أنطالية، فصل السلاجقة البيزنطيين عن قيليقية، كما أمَّن كيخسرو الطُرُق التجاريَّة. وبِفضل تشريعاته في هذا المضمار، اعترف العالم الغربي به كحاكمٍ لِأكبر دولةٍ تجاريَّةٍ آنذاك، وعقدت معه الدُويلات البحريَّة الإيطاليَّة المُعاهدات، ودفعوا له الأتاوات مُقابل مُرُورهم بِأراضيه خِلال رحلاتهم التجاريَّة، وكانت جُمهُوريَّة البُندُقيَّة السبَّاقة في هذا المجال.